# Josef Voithofer
Josef Voithofer (* 16. März 1895 in Goldegg im Pongau; † 17. Oktober 1982 in Schwarzach im Pongau) war ein österreichischer Politiker (SPÖ) und Technischer Inspektor der Österreichischen Bundesbahnen. Er war von 1945 bis 1961 Abgeordneter zum Österreichischen Nationalrat.

## Leben
Voithofer absolvierte nach der Volksschule eine landwirtschaftliche Ausbildung und war danach als Landarbeiter tätig. Danach arbeitete er als Eisenbahner und war Technischer Inspektor der Österreichischen Bundesbahnen.

## Politik
1912 trat er der Sozialdemokratischen Partei bei, zwischen 1919 und 1934 war er Vorstandsmitglied der Arbeiterkammer Salzburg. Er war zudem als Aufsichtsrates der Konsumgenossenschaft aktiv und Funktionär der Eisenbahnergewerkschaft. Des Weiteren wirkte er als Vorstandsmitglied des Österreichischen Arbeitsbauernbundes, als Gemeinderat in Schwarzach im Pongau und als Mitglied der Landesparteivertretung der SPÖ Salzburg. Er vertrat die SPÖ zwischen dem 19. Dezember 1945 und dem 5. Jänner 1961 im Nationalrat.